# Iso Hiisijärvi
Iso Hiisijärvi eller Hiisijärvi är en sjö i Finland. Den ligger i kommunen Reisjärvi i landskapet Norra Österbotten, i den centrala delen av landet, 400 km norr om huvudstaden Helsingfors. Iso Hiisijärvi ligger 174 meter över havet. Arean är 16,3 hektar och strandlinjen är 2,6 kilometer lång. Sjön  ingår i Kymmene älvs huvudavrinningsområde.   Den ligger vid sjöarna Nuoranen och Harjuntakanenjärvi. I omgivningarna runt Iso Hiisijärvi växer i huvudsak blandskog.